# Tynwałd
Tynwałd (niem. Tillwalde) – wieś w Polsce, położona w województwie warmińsko-mazurskim, w powiecie iławskim, w gminie Iława.
| SIMC    | Nazwa      | Rodzaj                 |
| ------- | ---------- | ---------------------- |
| 0475708 | Jażdżówki  | część wsi (do 2023 r.) |
| 0475714 | Jezierzyce | część wsi (do 2022 r.) |

Na przełomie XVI i XVII wieku należał do dóbr stołowych biskupów chełmińskich. W latach 1975–1998 miejscowość administracyjnie należała do województwa olsztyńskiego.
W pobliżu wsi znajduje się jezioro Tynwałdzkie występujące w niektórych źródłach pod nazwą Tynwałd.